# Án lệ 40/2021/AL
Án lệ 40/2021/AL về công nhận việc chuyển đổi quyền sử dụng đất trên thực tế là án lệ công bố thứ 40 thuộc lĩnh vực dân sự của Tòa án nhân dân tối cao tại Việt Nam, được Hội đồng Thẩm phán Tòa án nhân dân tối cao thông qua, Chánh án Tối cao Nguyễn Hòa Bình ra quyết định công bố ngày 12 tháng 3, và có hiệu lực cho tòa án các cấp trong cả nước nghiên cứu, áp dụng trong xét xử từ ngày 15 tháng 4 năm 2021. Án lệ 40 dựa trên nguồn là Quyết định giám đốc thẩm số 37 ngày 28 tháng 6 năm 2019 của Ủy ban Thẩm phán Toà án nhân dân cấp cao tại Hà Nội về vụ án dân sự tranh chấp thừa kế tài sản tại tỉnh Thanh Hóa, nội dụng xoay quanh quyền sử dụng đất trên thực tế; sử dụng đất ổn định, lâu dài; cấp giấy chứng nhận quyền sử dụng đất; và công nhận việc chuyển đổi quyền sử dụng đất trên thực tế. Án lệ này do Vụ Pháp chế và Quản lý khoa học Tòa án nhân dân tối cao đề xuất.
Trong vụ việc này, nguyên đơn là anh chị em ruột khởi kiện bị đơn là vợ chồng người anh cùng cha khác mẹ về việc tranh chấp phân chia di sản thừa kế, tài sản về quyền sử dụng đất địa phương. Mâu thuẫn nảy sinh về đối lập quan điểm, nguyên đơn cho rằng mảnh đất mà bị đơn đứng tên trong giấy tờ là tài sản chung của bố mẹ tạo ra, di sản để lại; trong khi bị đơn cho rằng đó là tài sản riêng của vợ chồng họ. Vụ án được chọn làm nguồn án lệ để xem xét và đưa ra nhận định xác lập việc chuyển đổi quyền sử dụng đất trên thực tế trong lịch sử lâu dài của địa phương.

## Tóm lược vụ án
Tỉnh Thanh Hóa có một gia đình gồm: vợ chồng Lê Văn U (gọi tắt: cụ U), Nguyễn Thị K (gọi tắt: cụ K); ba người con chung là Lê Văn C1 (gọi tắt: ông C1), Lê Văn C2 (gọi tắt: ông C2), Lê Thị M (gọi tắt: bà M); ba người con riêng của cụ U là Lê Quang T1 (gọi tắt: ông T1), Lê Văn D1 (gọi tắt: ông D1), Lê Quang D2 (gọi tắt: ông D2). Vợ chồng cụ U, cụ K tới xã Quang Trung, thị xã Bỉm Sơn, để lập nghiệp, sinh sống của ba người con chung và một con riêng là ông D2. Sau đó, vợ chồng người con riêng là ông D1 và vợ là Nguyễn Thị T2 (gọi tắt: bà T2) cũng tới sinh sống ở đây. Trong những năm sau chiến tranh, chính quyền địa phương thực hiện việc cấp đất cho các hộ gia đình vùng quê, trong đó có gia đình cụ U, cụ K và người con riêng ông D1, bà T2.
Nhiều năm sau, cụ U, cụ K dần dần qua đời mà không để lại di chúc. Trong nội bộ gia đình có tổ chức các buổi họp để thỏa thuận về việc phân chia di sản thừa kế, tài sản chung, nhưng không thể thống nhất, dẫn đến xung đột tài sản. Vấn đề chủ yếu xoay quanh một mảnh đất rộng lớn được đứng tên quyền sử dụng với hộ gia đình ông D1, bà T2, đã từng được cả nhà sử dụng trong quá khứ, ở cả đất thổ cư, đất nông nghiệp. Từ đây, do không thể thương lượng, ngày 18 tháng 2 năm 2014, nguyên đơn là ba người con chung Lê Văn C1, Lê Văn C2 và Lê Thị M đệ đơn khởi kiện bị đơn là vợ chồng con riêng, tức ông D1, bà T2. Tòa án nhân dân thị xã Bỉm Sơn đã thụ lý vụ án và xét xử. Lần lượt sơ thẩm ở thị xã, phúc thẩm ở Tòa án nhân dân tỉnh Thanh Hóa rồi kháng nghị, giám đốc thẩm tại Tòa án nhân dân cấp cao tại Hà Nội, vụ án mới được nhận định và quay trở lại sơ thẩm.

## Xét xử các giai đoạn

### Trình bày của các bên

#### Nguyên đơn
Theo đơn khởi kiện và trong quá trình giải quyết vụ án, nguyên đơn trình bày rằng: khi cụ Lê Văn U kết hôn với cụ Nguyễn Thị K, cụ U đã có ba con riêng (với người vợ đã chết) là ông T1, ông D1 và ông D2. Sau đó, cụ U và cụ K có ba con chung là ba người nguyên đơn, tức ông C1, ông C2 và bà M. Năm 1963, cụ U và cụ K rời xã Quang Lộc, huyện Hậu Lộc đi khai hoang vùng kinh tế mới tại làng L, có mang theo bốn người con là ông D2, ông C1, ông C2 và bà M. Khi đi, hai cụ dỡ căn nhà bếp mang theo và để lại ngôi nhà năm gian tại xã Quang Lộc cho ông T1 và ông D1 sở hữu. Hai cụ khai hoang tạo lập được thửa đất số 986 tại thôn 5, xã Quang Trung và xây dựng năm gian nhà để sinh sống.
Trong gia đình, ông D2 đi bộ đội, hy sinh năm 1972, chưa có vợ con. Ông C1 và ông C2 nhập ngũ. Năm 1989, ông C1 về phục viên và năm 1992, ông C2 về phục viên. Ông T1 kết hôn với bà Lê Thị C3, ông D1 kết hôn với bà Nguyễn Thị T2. Trong thời gian chung sống tại xã Quang Lộc, bà C3 và bà T2 có mâu thuẫn nên năm 1983, bà T2 ra thị xã Bỉm Sơn xin ở với cụ U, cụ K và bà M. Năm 1997, cụ U chết không có di chúc. Ngày 14 tháng 10 năm 2003, cụ K nhận thấy anh em trong gia đình có sự mâu thuẫn về đất đai nên gọi ông C1, ông C2, bà M, ông T1 và ông D1 về họp gia đình với mục đích chia thừa kế đối với thửa đất số 986. Cuộc họp đã được chính ông D1 ghi biên bản với mục đích chia quyền sử dụng đất. Tại cuộc họp tất cả đều công nhận đất là của hai cụ tạo lập, để lại và đã xác định ranh giới, nhưng không thống nhất được cách chia, cụ thể cụ K, ông C1, ông C2 và bà M không đồng ý nhận 10 m mặt đường theo ý kiến của ông D1.
Năm 2006, cụ K chết không để lại di chúc, anh em trong nhà có bàn bạc chia thừa kế tài sản của bố mẹ để lại, nhưng không thống nhất được, nên ông C1, ông C2 và bà M, tức nguyên đơn đã nhờ chính quyền thôn hòa giải vào ngày 22 tháng 8 năm 2008. Ngày 10 tháng 10 năm 2010, ông D1 thừa nhận ra ở tại khu đất đang tranh chấp từ năm 1984 đến nay. Ông C1, ông C2 và bà M khởi kiện yêu cầu Tòa án, đề nghị: hủy giấy chứng nhận quyền sử dụng đất đứng tên hộ gia đình bà T2 tại Thôn 5, xã Quang Trung; để lại 116 m² đất thửa số 986 làm nhà thờ hai cụ, phần còn lại chia thừa kế cho các ông bà. Đối với các công trình trên đất và gần 20 m mặt đường ông D1 đã bán khi hai cụ còn sống, các nguyên đơn không yêu cầu đòi lại và không yêu cầu chia thừa kế.

#### Bị đơn
Bị đơn là ông D1, bà T2 trình bày rằng: thửa đất các nguyên đơn yêu cầu chia thừa kế không phải là đất của bố mẹ để lại. Đất này là vợ chồng ông D1, bà T2 đã dùng 2.112 m² đất thửa số 288 của tờ bản đồ 299 trong bản đồ địa chính xã Quang Trung, là đất ông bà được xã cấp năm 1982 để đổi cho cụ U và cụ K lấy thửa số 986 (là thửa số 40 theo bản đồ năm 1997), đã là đất đổi thửa thì không còn là đất của hai cụ và hiện nay vợ chồng ông đã được cấp giấy chứng nhận quyền sử dụng đất. Đề nghị cấp có thẩm quyền thu hồi thửa đất số 288, chủ sử dụng đất là hai cụ. Thửa đất này ông C1 đã tự chuyển nhượng cho anh Trịnh Văn T3 là bất hợp pháp, vì không có sự bàn bạc của các thành viên trong gia đình trong đó có ông D1. Thửa đất số 288 hai cụ đã được cấp giấy chứng nhận quyền sử dụng đất cũng vào năm 1994 mới là đất hai cụ để lại để chia thừa kế. Các biên bản hòa giải nguyên đơn nộp kèm đơn khởi kiện là không khách quan, không đúng pháp luật, vì gia đình ông bà đã được cấp giấy chứng nhận quyền sử dụng đất từ năm 1994 đến nay đã hơn 20 năm. Trước khi gia đình ông bà được cấp giấy chứng nhận quyền sử dụng đất không ai có tranh chấp

### Sơ thẩm
Ngày 27 tháng 5 năm 2016, tại số 81 đường Trần Phú, khu phố 3, phường Lam Sơn, thị xã Bỉm Sơn, tỉnh Thanh Hóa, phiên xét xử sơ thẩm ra quyết định đã diễn ra. Tòa án nhân dân thị xã Bỉm Sơn ra quyết định: hủy một phần quyết định của Ủy ban nhân dân thị xã Bỉm Sơn về phần giao ruộng đất ổn định lâu dài và cấp giấy chứng nhận quyền sử dụng đất cho hộ Nguyễn Thị T2. Ủy ban nhân dân thị xã Bỉm Sơn có nghĩa vụ thu hồi giấy chứng nhận quyền sử dụng đất mang tên hộ Nguyễn Thị T2 để làm thủ tục cấp lại giấy chứng nhận quyền sử dụng đất theo đúng quy định của pháp luật. Chia cho nguyên đơn được hưởng di sản thừa kế của Nguyễn Thị K gồm: 538 m² đất tại thôn 5, xã Quang Trung, thị xã Bỉm Sơn. Cụ thể mỗi người được chia quyền sử dụng 179,33 m² đất có trị giá 137,708 triệu đồng. Tạm giao phần di sản của Lê Văn U gồm ½ thửa đất số 986 có diện tích 538 m² cho ông D1 tiếp tục quản lý sử dụng cho đến khi có quyết định của cơ quan nhà nước có thẩm quyền. Ngoài ra, Tòa án cấp sơ thẩm còn có quyết định khác, án phí và quyền kháng cáo.

### Phúc thẩm và kháng nghị
Ngày 8 tháng 6 năm 2016, bị đơn là ông D1 và bà T2 kháng cáo toàn bộ bản án sơ thẩm. Ngày 16 tháng 9 năm 2016, tại số 2 đường Hạc Thành, phường Điện Biên, thành phố Thanh Hóa, phiên phúc thẩm diễn ra, Tòa án nhân dân tỉnh Thanh Hóa đã quyết định: không chấp nhận kháng cáo của bị đơn; giữ nguyên bản án sơ thẩm của Tòa án nhân dân thị xã Bỉm Sơn.
Ngày 30 tháng 12 năm 2016, Công ty Luật trách nhiệm hữu hạn N (là người bảo vệ quyền lợi cho ông D1) và ông D1, bà T2 có đơn đề nghị xem xét lại bản án phúc thẩm theo thủ tục giám đốc thẩm. Ngày 14 tháng 2 năm 2019, Chánh án Tòa án nhân dân cấp cao tại Hà Nội đã ra quyết định kháng nghị đề nghị Ủy ban Thẩm phán Toà án nhân dân cấp cao tại Hà Nội xét xử giám đốc thẩm theo hướng huỷ bản án dân sự phúc thẩm nêu trên và hủy bản án dân sự sơ thẩm của Tòa án nhân dân thị xã Bỉm Sơn, tỉnh Thanh Hóa; giao hồ sơ vụ án cho Tòa án nhân dân thị xã Bỉm Sơn, tỉnh Thanh Hóa xét xử sơ thẩm lại theo đúng quy định của pháp luật.

## Giám đốc thẩm
Ngày 28 tháng 6 năm 2019, với yêu cầu kháng nghị của Chánh án Tòa án nhân dân cấp cao tại Hà Nội và sự nhất trí của Viện Kiểm sát, Ủy ban Thẩm phán Tòa án nhân dân cấp cao đã mở phiên xét xử giám đốc thẩm tại trụ sở tòa ở ngõ 1, phố Phạm Văn Bạch, phường Yên Hoà, quận Cầu Giấy, Hà Nội. Tại phiên tòa giám đốc thẩm, đại diện Viện Kiểm sát đề nghị Hội đồng xét xử của Ủy ban Thẩm phán Tòa án nhân dân cấp cao tại Hà Nội chấp nhận kháng nghị của Chánh án.

### Nhận định của tòa án
Trong phiên giám đốc thẩm, Hội đồng xét xử có nhận định rằng: vợ chồng cụ Lê Văn U và cụ Nguyễn Thị K có ba con chung là ba người nguyên đơn, tức ông C1, ông C2 và bà M. Cụ U còn có ba con riêng là ông anh em ông T1, ông D1 và ông D2 (đã hy sinh năm 1972 khi chưa có vợ con). Năm 1997, cụ U chết và năm 2006, cụ K chết đều không để lại di chúc. Năm 2014, nguyên đơn khởi kiện yêu cầu Tòa án hủy giấy chứng nhận quyền sử dụng đất năm 1994 đứng tên hộ bà T2 tại Thôn 5, xã Quang Trung, thị xã Bỉm Sơn, tỉnh Thanh Hóa; chia thừa kế thửa đất số 986, tờ bản đồ số 1, bản đồ địa chính do ông D1 và bà T2 đang quản lý sử dụng.

#### Lời khai các bên
Quá trình giải quyết vụ án, các đương sự thống nhất khai nguồn gốc đất đang tranh chấp là do cụ U và cụ K khai phá được khi đi khai hoang. Bị đơn khai năm 1982, vợ chồng từ huyện Hậu Lộc ra thị xã Bỉm Sơn sống cùng với cụ U, cụ K và bà M ở thửa đất trên; năm 1984, vợ chồng ông được Ủy ban nhân dân xã cấp cho một thửa đất tại khu xăng dầu (tại Chỏm Vang) và vợ chồng ông đã đổi đất được cấp cho cụ U, cụ K để lấy thửa đất số 986 (theo bản đồ địa chính năm 1997 là thửa đất số 40) và vợ chồng ông đã được cấp giấy chứng nhận quyền sử dụng đất, nên đất đang tranh chấp không phải là di sản của cụ U và cụ K để lại nữa, mà là tài sản riêng của bị đơn. Bà M và ông C1 thống nhất khai năm 1984 (khi đó ông C1 và ông C2 vẫn đang phục vụ trong quân đội, vợ ông C1 dạy học ở địa phương khác nên không thể đứng tên xin đất), theo đề nghị của cụ U, bà M đứng tên ông D1 làm đơn xin cấp đất nhằm mục đích cho ông C1 và được Ủy ban nhân dân xã cấp cho một thửa đất tại Chỏm Vang, nhưng vì ông D1, bà T2 không chịu ra đất mới được cấp ở, để tránh mâu thuẫn trong gia đình, ông C1 đã làm nhà tại đất mới được cấp rồi đưa cụ U, cụ K và bà M ra đó ở; do đó, mặc dù đất mới được cấp đứng tên hộ cụ U nhưng là của ông C1.